# Pierre Désert
Pour les articles homonymes, voir Désert (homonymie).
Pierre Désert, né le 19 juin 1944 à Cayenne, en Guyane est un homme politique français.

## Biographie
Pierre Désert est maire de Régina de 1977 à 2004. À la suite des élections cantonales de mars 2004, il est élu président du conseil général de la Guyane, date à laquelle il démissionne du poste de maire de Régina pour cause de cumul de mandat. Il reste adjoint au maire jusqu'en 2008 et conseiller municipal depuis 2014.
Il fut également conseiller général, élu du canton d'Approuague-Kaw, de 1979 à décembre 2015 (date de la disparition du canton).
En décembre 2015, il est présent sur la liste menée par Rodolphe Alexandre à l'occasion des élections territoriales de Guyane, en tant que tête de liste de la "Section de l'Oyapock", où il est élu conseiller territorial à l'Assemblée de Guyane dans la majorité.
À la suite de la dissolution du conseil municipal de Régina prononcée par décret en conseil des ministres le 8 février 2018, il se porte candidat aux élections municipales partielles organisées les 22 et 29 avril 2018 où il est réélu maire de Régina . Cependant cette élection est annulée par le tribunal administratif de Cayenne le 19 juin 2018 à la suite d'un recours déposé par son opposant Michel Quammie.

## Mandat

### Mandat en cours
- membre de l'Assemblée de Guyane (élu en décembre 2015), délégué à l'animation des CAIT (Centres Administratifs d'Interventions Techniques)
- Conseiller municipal de Régina (réélu en mars 2014)
- Maire de Régina (élu en mars 2019, réélu en mai 2020)

### Anciens mandats
- conseiller général du Canton d'Approuague-Kaw (1979-2015)
- maire de Régina (1977-2004) (avril à juin 2018)
- président du conseil général de la Guyane (2004-2008)